# Nyctiphruretia
Nyctiphruretus (Nattens väktare) är ett utdött släkte av ankyramorpha parareptiler, som levde under perm i europeiska Ryssland.